# Squadra saudita di Coppa Davis
La squadra saudita di Coppa Davis rappresenta l'Arabia Saudita nella Coppa Davis, ed è posta sotto l'egida della Saudi Arabian Tennis Federation.
La squadra ha esordito nella manifestazione nel 1991, e il miglior risultato finora raggiunto è il Gruppo II della zona Asia/Oceania. Attualmente è inglobata nel Gruppo IV, il livello più basso della competizione.

## Organico 2012
Aggiornato agli incontri del Gruppo IV della zona Asia/Oceania (16-21 aprile 2012). Fra parentesi il ranking del giocatore nel momento della disputa degli incontri.
- Omar Al Thagib (ATP #)
- Abdulmalek Burasais (ATP doppio #1464)
- Fahad Al Saad (ATP #)
- Zaki Al Abdullah (ATP doppio #1525)